# 1973 en volley-ball
Cet article présente les faits marquants de l'année 1973 en volley-ball.

## Évènements

### Championnats
- Championnat de France masculin de volley-ball 1972-1973